# Требухівка
Требухівка, Требухівка (Рудня) — річка в Бородянському районі Київської області, права притока Кодри (басейн Дніпра).

## Опис
Довжина річки приблизно 13 км. Формується з багатьох безіменних струмків та 2 невеликих водойм.

## Розташування
Бере початок на північній стороні від села Язвинка. Тече переважно на північний захід і на південній стороні від селища Пісківки впадає в річку Кодру, праву притоку Тетерева.